# Lapprovfluga
Lapprovfluga (Cyrtopogon lapponicus) är en tvåvingeart som först beskrevs av Zetterstedt 1838.  Lapprovfluga ingår i släktet Cyrtopogon, och familjen rovflugor. Enligt den finländska rödlistan är arten otillräckligt studerad i Finland. Enligt den svenska rödlistan är arten starkt hotad i Sverige. Arten förekommer i Nedre Norrland. Arten har tidigare förekommit i Övre Norrland men är numera lokalt utdöd. Artens livsmiljö är naturskogar.